# Vipavski Križ
Vipavski Križ este o localitate din comuna Ajdovščina, Slovenia, cu o populație de 181 de locuitori.